# 성병숙
성병숙(成炳淑, 1955년 1월 20일 ~ )은 대한민국의 성우이자 배우이다. 1977년 TBC에 입사했으며, 언론통폐합에 따라 현재는 KBS 15기로 분류된다. 한국방송 성우극회 소속.

## 학력
- 고려대학교 임학과

## 주요 출연작품

### 애니메이션
- 《감바의 모험》 (MBC) - 감바
- 《달의 요정 세일러문》 (KBS) - 에스메랄다
- 《들장미 소녀 제니》 (KBS) - 베키
- 《레스톨 특수구조대》 (KBS) - 펑키 / 알사트 스태프
- 《마법기사 레이어스》 (SBS) - 카르디나
- 《몬스터》 (투니버스) - 여자
- 《몽키삼총사》 (SBS)
- 《미래영웅 아이언리거》 (SBS) - 코코
- 《미래전사 드래곤 파이터》 (SBS) - 녹터나
- 《미운오리 새끼 페오》 (EBS) - 카티
- 《미이라》 (KBS) - 이비
- 《밀림의 왕 레오》 (KBS) - 일라이자 / 코코
- 《백설공주》 (KBS) - 해설
- 《뽀빠이》 (투니버스) - 올리브
- 《삼국지》 (KBS) - 하 태후
- 《소년탐정 김전일》 (투니버스) - 민우수
- 《슬램덩크》 (SBS) - 박하진
- 《아기공룡 덴버》 (SBS)
- 《어깨동무 찰리 브라운》 (KBS) - 샐리 브라운
- 《영광의 레이서》 (KBS) - 웅이
- 《요술공주 밍키》 (SBS) - 마린다
- 《외계에서 온 우뢰매 전격 쓰리 작전 -3탄 - 1987
- 《작은 숙녀 링》 (KBS) - 세라
- 《쥐라기 월드컵》 (KBS) - 팜
- 《헤라클레스》 (KBS)

### 영화
- 《시애틀의 잠 못 이루는 밤》(KBS) - 빅토리아(바바라 가릭) / 해롤드의 남편(프란시스 콘로이) / 종업원(린다 월럼)
- 《보디가드》 (KBS)
- 《추락한 백만장자》(KBS) - 몰리 (레슬리 앤 워렌)
- 《비밀과 거짓말》 (SBS) - 록센느
- 《터미네이터》 (SBS)
- 《로코》 (KBS) - 엄마
- 《용가리》 (KBS) - 홀리 (도나 필립스)
- 《데블스 애드버킷》 (KBS)
- 《성룡의 CIA》 (SBS) - CIA 국장의 비서(글로리 사이먼)
- 《바이 바이 러브》 (KBS) - 그레이스 (린지 크로스)
- 《레이디스 앤 젠틀맨》 (KBS) - 잔느
- 《라이어 라이어》 (KBS) - 사만다 (제니퍼 틸리)
- 《게놈 프로젝트》 (KBS) - 헬렌 박사
- 《7번째 사진》 (KBS) - 이사벨
- 《아버지의 그늘》 (KBS) - 아내
- 《패컬티》 (KBS) - 드레이크 (베베 뉴워스)
- 《뉴저지 드라이브》 (KBS)
- 《스키아카데미》 (SBS) - 티아나 (테스 폴틴)
- 《미로》 (KBS) - 끌로드 (실비 테스튀)
- 《다이하드 2》 (SBS) - 홀리의 옆칸 여자 (잔느 베이츠) / TV 뉴스 목소리
- 《도망자》 (SBS) - 에린 풀 (L. 스콧 캘드웰)
- 《레드 바이올린》 (KBS)
- 《이완 맥그리거의 인질》 (KBS) - 오렐리 (홀리 헌터)
- 《축복의 조건》 (SBS) - 필라
- 《돈벼락 맞은 사나이》 (KBS) - 팸
- 《데이트 소동》 (KBS)
- 《레인저 스카우트》 (KBS) - 패터슨 부인
- 《말뚝상사 빌코》 (KBS) - 리타
- 《하나 그리고 둘》 (KBS) - 리리 엄마
- 《맬리스》 (KBS)
- 《대통령의 연인》 (KBS) - 맥컬
- 《8명의 여인들》 (KBS) - 오귀스틴 (이자벨 위페르)
- 《웨일 라이더》 (SBS) - 헤미 (마나 타우마우누)
- 《헐리우드 엔딩》 (KBS) - 안드레아 (조디 마르켈)
- 《홍번구》 (SBS)
- 《허드슨 호크》 (KBS)
- 《흐르는 강물처럼》 (KBS) - 어린 노먼 맥클레인(조셉 고든 레빗)
- 《말할 수 없는 비밀》 (KBS) - 샤오위의 엄마(소명명)
- 《길버트 그레이프》 (KBS)
- 《에어 포스 원》 (KBS) - 영부인 (웬디 크로슨)
- 《다크 하프》 (SBS)
- 《부메랑》 (KBS)
- 《하이랜더》 (KBS)
- 《티파니에서 아침을》 (KBS) - 투이 (퍼트리샤 닐)
- 《막을 올려라》 (KBS) - 브룩 (니콜렛 쉐리던)
- 《사이코4》 (KBS)
- 《사랑할 때와 이별할 때》 (KBS) - 몰리 (웬디 모건)
- 《은밀한 거래》 (KBS) - 제시 (조베스 윌리엄스)
- 《나는 고백한다》 (KBS) - 켈러 부인 (돌리 하스)
- 《킬러가 보낸 편지》 (KBS)
- 《차스키 차스키》 (KBS) - 선생님 (민켄 포쉼)
- 《웰컴 투 파라다이스》 (MBC) - 앤 (셸리 롱)
- 《LA 스토리》 (SBS)
- 《맥멀른가의 형제들》 (KBS) - 앤 (엘리자베스 맥케이)
- 《길》 (KBS) - 젤소미나 (줄리에타 마시나)
- 《파리의 고갱》 (KBS)
- 《비룡맹장》 (KBS) - 온미령 (양보령)
- 《포이즌 아이비》 (SBS)
- 《슈퍼맨 3》 (KBS) - 로라 (아네트 오툴)
- 《트위스터》 (KBS) - 메리사 (제이미 거츠) / 헨인즈 (웬들 조세퍼)
- 《응징자》 (KBS) - 샘(낸시 에버하드)
- 《마틴 기어의 귀향》 (SBS) - 카트린느(이자벨 사도양)
- 《산딸기》 (KBS) - 올가 숙모 (시프 루드) / 카린 (거트루트 프리드)
- 《007 살인번호》 (KBS) - 머니페니(로이스 맥스웰) / 미스 타로(제나 마셜) / 로즈(미셸 목)
- 《의천도룡기》 (KBS) - 주지약(려자)
- 《하이 눈》 (KBS) - 폴러 부인(이브 맥비프)
- 《죠스 2》 (KBS) - 숀(마크 길핀) / 티나(앤 듀젠베리) / 낸시(신디 그로버)
- 《슈퍼맨 4: 최강의 적》 (KBS) - 박물관 가이드(다이애나 헌터)
- 《바람과 함께 사라지다》 (KBS) - 캐서린(마셀라 마틴) / 보니(캐미 킹 콘론) / 스칼렛의 작은 동생(앤 루더포드)
- 《리썰 웨폰》 (SBS) - 우드 박사(메리 엘렌 트레이너)
- 《빅 트러블》 (SBS) - 마고(케이트 버턴)
- 《Love Unlike in K-Dramas》 (2024)

### 외화
- 《사브리나》 (KBS)
- 《남과 북》 (KBS) - 콘스탄스 (웬디 킬버른)
- 《위기의 주부들》 (KBS) - 존의 엄마 (캐서린 해롤드, 시즌 1~2)
- 《오우삼의 미션 특급》 (KBS) - 부장 (제니퍼 데일)

### 한국영화
- 《원더랜드》
- 《소풍》 - 영숙
- 《황야》 - 연수
- 《공기살인》 - 순영 모
- 《더 박스》 - 민수 엄마
- 《블랙머니》 - 민혁 모
- 《가장 보통의 연애》 - 선영모친
- 《해피 투게더》 - 베로니카 수녀
- 《덕구》 - 정 여사
- 《7년의 밤》 - 하영 모
- 《1급기밀》 - 영우 모
- 《비밥바룰라》 - 혜자
- 《부라더》 - 순례
- 《여배우는 오늘도》 - 소리 엄마
- 《임금님의 사건수첩》 - 대비
- 《럭키》 - 강리나의 어머니
- 《터널》 - 세현 모 (목소리)
- 《대배우》 - 장모
- 《히말라야》 - 무택 모
- 《덕수리 5형제》 - 어머니
- 《플랜맨》 - 미영
- 《코리아》 - 정화 모
- 《가시》 - 세경 모
- 《도시 비둘기》
- 《내복》
- 《식객》 - 진수 모
- 《댄싱퀸》 - 정화 어머니
- 《황해》 - 구남 어머니
- 《유 앤 유》
- 《애자》 - 자갈치 아지매
- 《해운대》 - 동춘 어머니
- 《이혼하지 않은 여자》
- 《물 위를 걷는 여자》

### 드라마
- 《문희》 (MBC, 2007년) - 진수자 역
- 《솔약국집 아들들》 (KBS2, 2009년) - 김복실(제니퍼 김)의 어머니 역 (사진출연)
- 《검사 프린세스》 (SBS, 2010년) - 한미옥 역
- 《글로리아》 (MBC, 2010년) - 송 여사 역
- 《시크릿 가든》 (SBS, 2010년) - 박봉희 역
- 《KBS 드라마 스페셜 - 늦어서 미안해》 (KBS2, 2011년) - 승혜 역
- 《한반도》 (TV조선, 2012년) - 정현숙 역
- 《드라마의 제왕》 (SBS, 2012년) - 박강자 역
- 《KBS 드라마 스페셜 - 또 한번의 웨딩》 (KBS2, 2012년) - 채하경의 어머니 역
- 《사건번호 113》 (SBS, 2013년) - 홍승주의 어머니 역
- 《결혼의 여신》(SBS, 2013년) - 변애자 역
- 《별에서 온 그대》 (SBS, 2013년~2014년) - 홍은아 역
- 《KBS 드라마 스페셜 - 내가 결혼 하는 이유》 (KBS2, 2014년) - 윤혜자 역 (특별출연)
- 《닥터 이방인》 (SBS, 2014년) - 이창이의 어머니 역
- 《미생》 (tvN, 2014년) - 장그래 모 역
- 《슈퍼대디 열》 (tvN, 2015년)
- 《이혼변호사는 연애중》 (SBS, 2015년) - 장미화 역
- 《화정》 (MBC, 2015년)
- 《심야식당》 (SBS, 2015년) - 지영의 어머니 역
- 《KBS 드라마 스페셜 - 노량진역에는 기차가 서지 않는다》 (KBS2, 2015년) - 희준 모 역
- 《기적의 시간 로스타임》 (KBS2, 2016년)  - 선호 모 역
- 《아이가 다섯》 (KBS2, 2016년) - 장순애 역
- 《딴따라》 (SBS, 2016년) - 신석호의 어머니 역
- 《유부녀의 탄생》 (SBS Plus, 2016년) - 영희 모 역
- 《피고인》 (SBS, 2017년) - 오정희 역
- 《내성적인 보스》 (tvN, 2017년) - 하얀 구름 보육원 원장 역
- 《두근두근 마카롱》 (CGNTV) - 현범 모 역
- 《언니는 살아있다》 (SBS, 2017년) - 민들레 모 역
- 《훈장 오순남》 (MBC, 2017년) - 최복희 역
- 《안단테》 (KBS1, 2017년) - 김덕분 역
- 《부암동 복수자들》 (tvN, 2017년) - 이미숙의 시어머니 역
- 《드라마 스테이지 - 오늘도 탬버린을 모십니다》 (tvN, 2017년)
- 《키스 먼저 할까요》 (SBS, 2018년) - 강금순 역
- 《리치맨》 (드라맥스 & MBN, 2018년) - 박꽃분 역
- 《라이프》 (JTBC, 2018년) - 구승효의 어머니 역
- 《톱스타 유백이》 (tvN, 2018년) - 군산댁 역
- 《드라마 스테이지 - 진추하가 돌아왔다》 (tvN, 2018년)
- 《리갈 하이》 (JTBC, 2019년) - 오 여사 역
- 《단, 하나의 사랑》 (KBS2, 2019년) - 함미옥 역
- 《번외수사》 (OCN, 2020년) - 진강호 모 역
- 《우아한 친구들》 (JTBC, 2020년)
- 《시지프스 : the myth》 (JTBC, 2021년) - 정현기의 어머니 역
- 《보이스 4》 (tvN, 2021년) - 고순례 역
- 《두 번째 남편》 (MBC, 2021년) - 한곱분 / 한영자 역 (특별출연)
- 《원 더 우먼》 (SBS, 2021년) - 조연주의 할머니 / 최승옥 역
- 《한 사람만》 (JTBC, 2021년) - 오천덕 역
- 《그린마더스 클럽》 (JTBC, 2022년) - 형임 역
- 《마녀는 살아있다》 (TV조선, 2022년) - 박순녀 역
- 《꼭두의 계절》 (MBC, 2023년) - 금반지 역
- 《조선 변호사》 (MBC, 2023년) - 박 씨의 어머니 역
- 《닥터 차정숙》 (JTBC, 2023년) - 장해남 역
- 《핀란드 파파》 (시네마천국, 2023년)
- 《넘버스 : 빌딩숲의 감시자들》 (MBC, 2023년) - 옹천자 역
- 《경이로운 소문 2 : 카운터 펀치》 (tvN, 2023년) - 신정애 역
- 《선재 업고 튀어》 (tvN, 2024년) - 정말자 역
- 《종말의 바보》 (Netflix, 2024년) - 신정숙 역
- 《조립식 가족》 (JTBC, 2024년) - 여사님 역
- 《개소리》 (KBS2, 2024년) - 성병숙 역
- 《서초동》 (tvN, 2025년) - 정순자 역

### CF
- 삼성전자 - 최진실

### TV
- 《유머1번지》 (KBS2, 1990년 3월 10일 356회) - 심형래씨와 영화 더빙하는 성우 성병숙 역